# الناطح (نجم)
الناطح هو نجم ألفا الحمل ألمع نجم في كوكبة الحمل الشمالية. قدرة الظاهري 2.0 ومن بين ألمع النجوم في السماء ليلا. يبعد الناطح حوالي 65.8 سنة ضوئية (20.2 فرسخ فلكي) من الأرض ، استنادا إلى قياسات التزيح التي قام بها القمر الصناعي هيباركوس. وهو نجم عملاق قد يستضيف كوكبا يدور حولة كتلتة أكبر من كوكب المشتري.

## التسمية
الناطح هو الاسم العربي لهذا النجم الاسم التقليدي Hamal الحمل مشتق من العربية لرأس الحمل وهي التسمية المقترحة من فريق عمل الاتحاد الفلكي الدولي للأسماء النجوم وهو فريق عمل أنشأة الاتحاد الفلكي الدولي (IAU) في مايو 2016 لفهرست وتوحيد الأسماء الخاصة للنجوم . للمجتمع الفلكي الدولي. . والنجم مدرج الآن في فهرس الاتحاد الفلكي الدولي للأسماء النجوم تحت هذا الاسم (Hamal).

## خصائص
طيف من هذا نجم يطابق التصنيف النجمي K2 III Ca-1 ممايشير إلى أنه نجم عملاق تطور إلى مرحلة استنفذ فيها الهيدروجين في قلب النجم والآن هو في فرع العملاق الأحمر. الجزء Ca-1 من التصنيف يدل على أن خطوط الكالسيوم في طيفه تبدو أضعف من خطوط الكالسيوم العادية . منذ عام 1943،اعتبر طيف هذا النجم أحد نقاط الارتكاز المستقرة التي يتم من خلالها تصنيف النجوم الأخرى. ويقدر أن كتلة الناطح أكبر بحوالي 50٪ من الشمس، في حين أن قياسات التداخل تبين أن قطرة أكبر بحوالي 15 مرة من قطر الشمس.
في عام 2011، أبلغ عن احتمالية وجود كوكب في المدار حول هذا النجم من قبل بيونغ تشيول لي وآخرون. وقد تم الكشف عن ذلك الكوكب باستخدام طريقة السرعة الشعاعية، استنادا إلى القياسات التي أجريت بين عامي 2003 و 2010 في مرصد بوهيونسان لعلم الفلك البصري في كوريا. الجرم لة فترة مدارية قدرها 381 يوما، وانحراف مداري 0.25. الحد الأدنى لكتلة هذا الجرم حوالي 1.8 ضعف كتلة المشتري. ونصف المحور الرئيسي المقدر لمدار الكوكب هو 1.2 وحدة فلكية
| رفيق (بترتيب النجوم) | كتلة           | نصف محور (AU) | الفترة المدارية (يوم) | انحراف      | ميلان | نق |
| -------------------- | -------------- | ------------- | --------------------- | ----------- | ----- | -- |
| b                    | ≥ 1.8 ± 0.2 مJ | 1.2           | 380.8 ± 0.3           | 0.25 ± 0.03 | —     | —  |

## في الثقافة
إتّجاه الناطح بالنسبة لمدار الأرض حول الشمس يعطيه أهمية معينة على الرغم من من سطوعة المتواضع. بين عامي 2000 و 100 قبل الميلاد، وضع المسار الظاهري للشمس عبر سماء الأرض الناطح في برج الحمل عند الاعتدال الربيعي الشمالي، وهي النقطة التي تمثل بداية الربيع في نصف الكرة الشمالي. لذلك تبدأ معظم أعمدة التنجيم في الصحف الحديثة ببرج الحمل. في حين أن الاعتدال الربيعي انتقل إلى الحوت منذ ذلك الحين نظرا لمبادرة الاعتدالين.